# Polittico con l'Annunciazione e santi
Il Polittico con l'Annunciazione e santi è un dipinto a tempera e oro su tavola (404x381 cm) di Giovanni del Biondo, databile al 1380-1385 circa e conservato nella Galleria dell'Accademia a Firenze.

## Storia
L'opera proviene dall'altare della cappella Cavalcanti in Santa Maria Novella, dove viene ricordato fino al Seicento. La committente dell'opera era stata la vedova di Mainardo Cavalcanti, Andreola Acciaiuoli, in memoria del marito morto nel 1379, sei anni dopo il matrimonio. Ai lati della tavola si trovano infatti gli stemmi Acciaiuoli e Cavalcanti.
Poco prima del 1617 fu spostato lungo una parete della sacrestia e alla fine del Settecento viene ricordato nel dormitorio al piano terreno del convento. In seguito alle soppressioni napoleoniche del 1810 passò all'Accademia, che all'epoca raccoglieva tutte le opere d'arte derivate dalle secolarizzazioni.
L'attribuzione ha subito varie ipotesi, ma oggi è concordemente assegnata a Giovanni del Biondo, riconosciuto per primo dal Gamba. La datazione si basa sui dati stilistici della fase tarda dell'artista.

## Descrizione e stile
Il monumentale polittico è in uno stato di conservazione eccezionale, straordinariamente completo di tutte le sue parti, permettendo di farsi un'idea delle gigantesche macchine sceniche che decoravano gli altari in epoca gotica. Nell'Ottocento comunque venne restaurata la cornice lignea, con il rifacimento delle colonnine di divisione, degli intagli e del basamento. Sotto l'Annunciazione venne stesa una striscia azzurra che coprì probabilmente i resti di un'iscrizione che si vede anche nella medesima fascia ai lati.
La scena principale è un'Annunciazione, ambientata nella casa di Maria, con l'Angelo che si inchina davanti alla Vergine, attraverso un arco, e Maria che, sullo sfondo del tipico letto vuoto, elemento essenziale dell'iconografia che certificava la sua verginità, fa un gesto con la mano in segno di accettazione della sua missione; intanto dal cielo arriva la colomba dello Spirito Santo. Nei due scomparti laterali si affollano un gran numero di santi, rappresentati per lo più frontalmente ciascuno con i propri attributi iconografici, in triplice fila. Più in alto, sopra archetti con trilobatura a sottili segmenti di legno, si trovano una serie di cuspidi con cherubini e serafini alternati, con al centro, sopra l'Annunciazione, Dio Padre, dal cui gesto di benedizione parte il raggio che guida la colomba. Più in alto si trovano le cuspidi maggiori, tre, che nella struttura ripetono in scala minore quella del polittico stesso. Esse rappresentano la Flagellazione, la Crocifissione e la Resurrezione.
In basso si vede la predella con Santi a mezzobusto ai lati e una Pietà al centro. I pilastrini sono decorati da Santi e profeti e da piccole cuspidi con angeli come nei pannelli principali.